# 丹尼尔·伯努利
丹尼尔·伯努利（德語：Daniel Bernoulli，1700年2月8日—1782年3月17日），生於荷兰格罗宁根，著名瑞士數學家，约翰·伯努利之子，為伯努利家族代表人物之一。其伯努利定律适用于沿着一条流线的稳定、非粘滞、不可压缩流，在流体力学和空气动力学中有关键性的作用。

## 生平
丹尼尔·伯努利出生于荷兰的格罗宁根，但一生大部分时间居住在瑞士巴塞尔。他是约翰·伯努利的儿子、雅各布·伯努利的侄子。约翰·伯努利希望他经商，但是他仍然从事数学。据说他和他父亲关系不好。在他们同时参加并试图获得巴黎大学的科学竞赛的第一名时，约翰因为不能承受和他的后代做比较的“羞耻”，把丹尼尔逐出他的家族。约翰还曾试图盗窃丹尼尔的著作《Hydrodynamica》（流体力学）并把它重新命名为《Hydraulica》。虽然丹尼尔试图妥协，他父亲至死不愿和解。
他是欧拉的同时代人，也是密友。和欧拉在歐拉-伯努力棟樑方程上有过合作。他于1724年前往圣彼得堡出任数学教授，但不喜欢那里。1733年一场短暂的病给了他离开那里的理由。他回到巴塞尔大学，在那里他曾陆续担任医学、形而上学和自然哲学的教授直至去世。

## 學術成就
他最早的数学著作是《数学习题》（Exercitationes），它发表于1724年，包含了對里卡蒂方程的一个解法。两年后，他第一次指出求解复合运动经常需要把运动分解为平移和转动。他的主要著作是《流体力学》（Hydrodynamique），发表于1738年；它类似于拉格朗日的《分析力学》，书中所有的结果都是一个原理的推论，也就是能量守恒。随后他写了一部关于潮汐理论的论文集，和欧拉以及馬克勞林的论文集一起获得了法国科学院的一个奖励：这三部论文集包含了该主题从牛顿的《自然哲学的数学原理》的发表和拉普拉斯的研究之间的所有成果。伯努利也发表了大量关于不同机械问题的论文，特别是关于振动弦问题的，以及布鲁克·泰勒和达朗贝尔的解法。
他是最早试图采用数学方式表述分子运动论的人，而且他试图用这一方式解释波义耳定律，这是和波义耳以及马略特相关的定律。
1760年，丹尼爾·白努利曾懷疑靜電的吸引行為遵循平方反比定律。:51
丹尼尔·伯努利也是1738年的“风险度量的新理论的讨论”的作者，（《经济学》第22卷（1954年），23-36页；《斯坦福哲学百科全书》），其中，圣彼得堡悖論是风险趋避，风险贴水和效用的经济理论的基础。
「風險度量的新理論的討論」值得注意的是它並非自然科學領域，是丹尼爾．伯努利一項開拓性貢獻的經濟理論。「風險度量的新理論的討論」，該文件是以拉丁文寫成，研究期刊則發表在聖彼得堡翰林院。
考虑一个游戏，不断地掷同一枚硬币，直到得到正面为止，如果你掷了X次才最终得到正面，你将获得2X-1元。游戏的报名费是100万元，就我们平常来看，这个游戏真的赚不了什么钱，也就不会去参加。不过，如果我们考虑到这个游戏的期望收益是无穷大，我们就应该参加。这就是所谓的圣彼得堡悖论。
丹尼爾．伯努利提出一个理论解决了这个悖论，他得出了一条原理，「财富越多人越满足，然而随着财富的增加，满足程度的增加速度不断下降」。也就是現在我们所说的「边际效用递减」。财富从无到有，和从有很多到有更多，效用是完全不一樣的。
1766年，丹尼爾．伯努利第一次尝试用统计数据分析问题。当时的数据目前仍被保存着，这个数据被用来分析天花的传播和死亡率，并以此证明疫苗的效力。
現在一些經濟學家認為「風險度量的新理論的討論」可作為经济学的基礎論。然而邊際效用的這個想法在當時的100年後的捷文斯的眼裡是不合時宜的，所以他建立了獨立的預期效用理論。直到西元1944年時，數學家馮諾依曼和經濟學家摩根斯坦才合作發表了一個大著「博弈論與經濟行為」。

## 参看
- 伯努利方程
- 歐拉-伯努力棟樑方程